# Aeroportul Atqasuk Edward Burnell Sr. Memorial
Aeroportul Atqasuk Edward Burnell Sr. Memorial (IATA: ATK, ICAO: PATQ, FAA LID: ATK) este un aeroport din Alaska, Statele Unite ale Americii ce deservește zona Atqasuk⁠(d). Aeroportul a fost tranzitat în 2019 de 6.812 pasageri. A fost numit după zona deservită.
Situat la o altitudine de 31 m, aeroportul dispune de 1 pistă.

## Infrastructură

### Piste
Aeroportul dispune de o singură pistă. Pista 06/24 are suprafața de pietriș și dimensiunile 4.370 picioare × 90 picioare. 